# Atahualpa

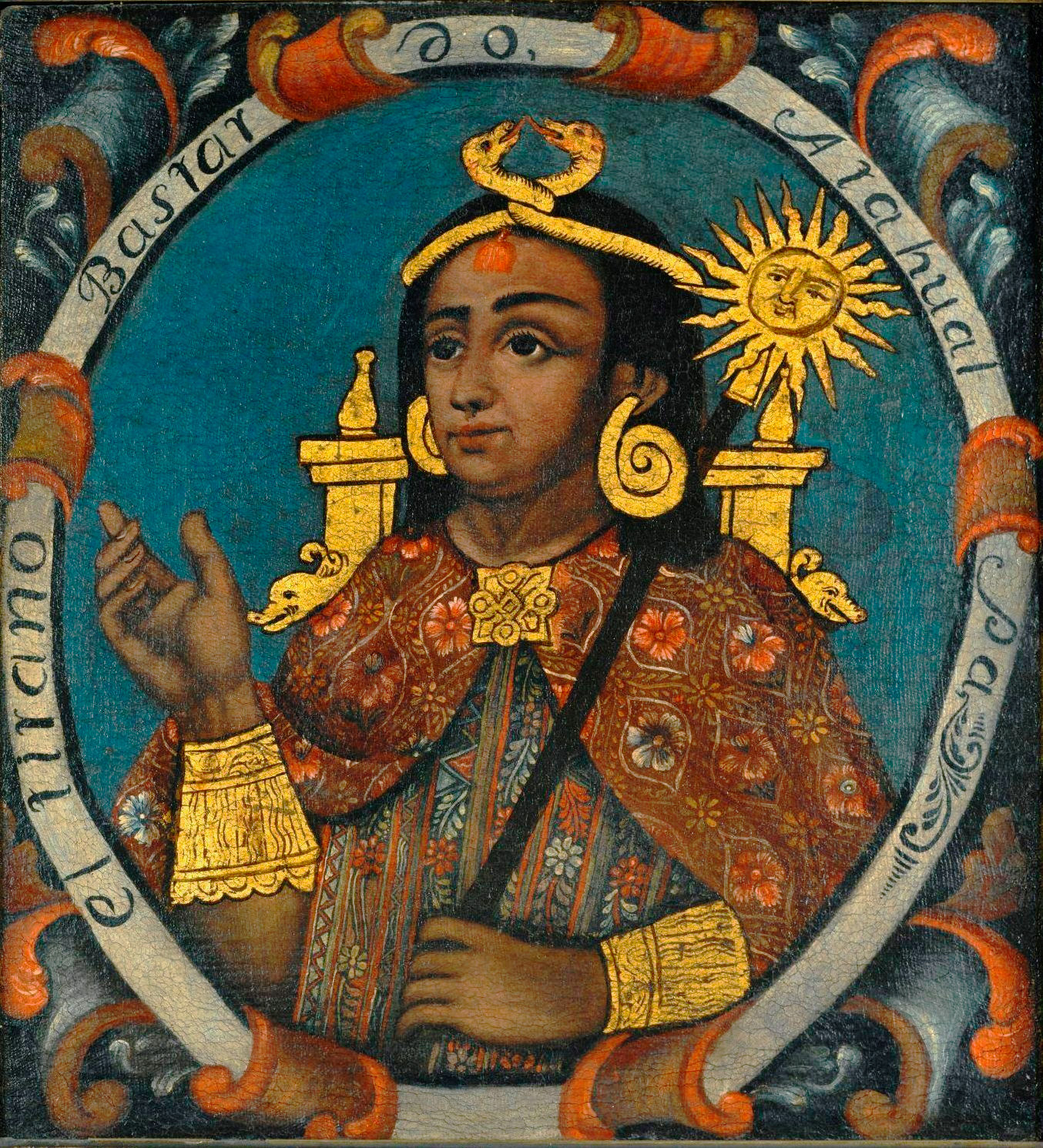
Atahualpa

Atahualpa [ä'tə-wäl'pə], Atabalipa of Atawallpa (omstreeks 1502 – 1533) was de 13de heerser van het Incarijk.

## Jeugd en erfenis
Atahualpa was een van de zonen van Huayna Capac, de elfde keizer van de Inca's. Na de dood van zijn vader erfde zijn oudere halfbroer Huáscar het merendeel van het rijk en werd de twaalfde keizer en kreeg Atahualpa het koninkrijk van Quito toegewezen.

## Successieoorlogen
Het Incarijk was de tijden ervoor geteisterd geweest door burgeroorlogen, geïnstigeerd door successiekwesties tussen troonpretendenten. De strijd die zou ontstaan tussen Atahualpa en zijn halfbroer zou het sluitstuk van deze onderlinge oorlogen vormen, omdat daarna de Spanjaarden het gebied zouden veroveren.

## Verovering van het gehele rijk
In 1532 bracht Atahualpa een leger op de been, veroverde de gebieden van Huáscar, nam zijn halfbroer gevangen en werd de dertiende keizer van de Inca's. De hereniging en rust binnen het rijk zou niet lang duren want twee maanden na de slag kwam Francisco Pizarro vanuit Spanje aan en begon zijn veroveringstocht.

## Gevangenname en executie

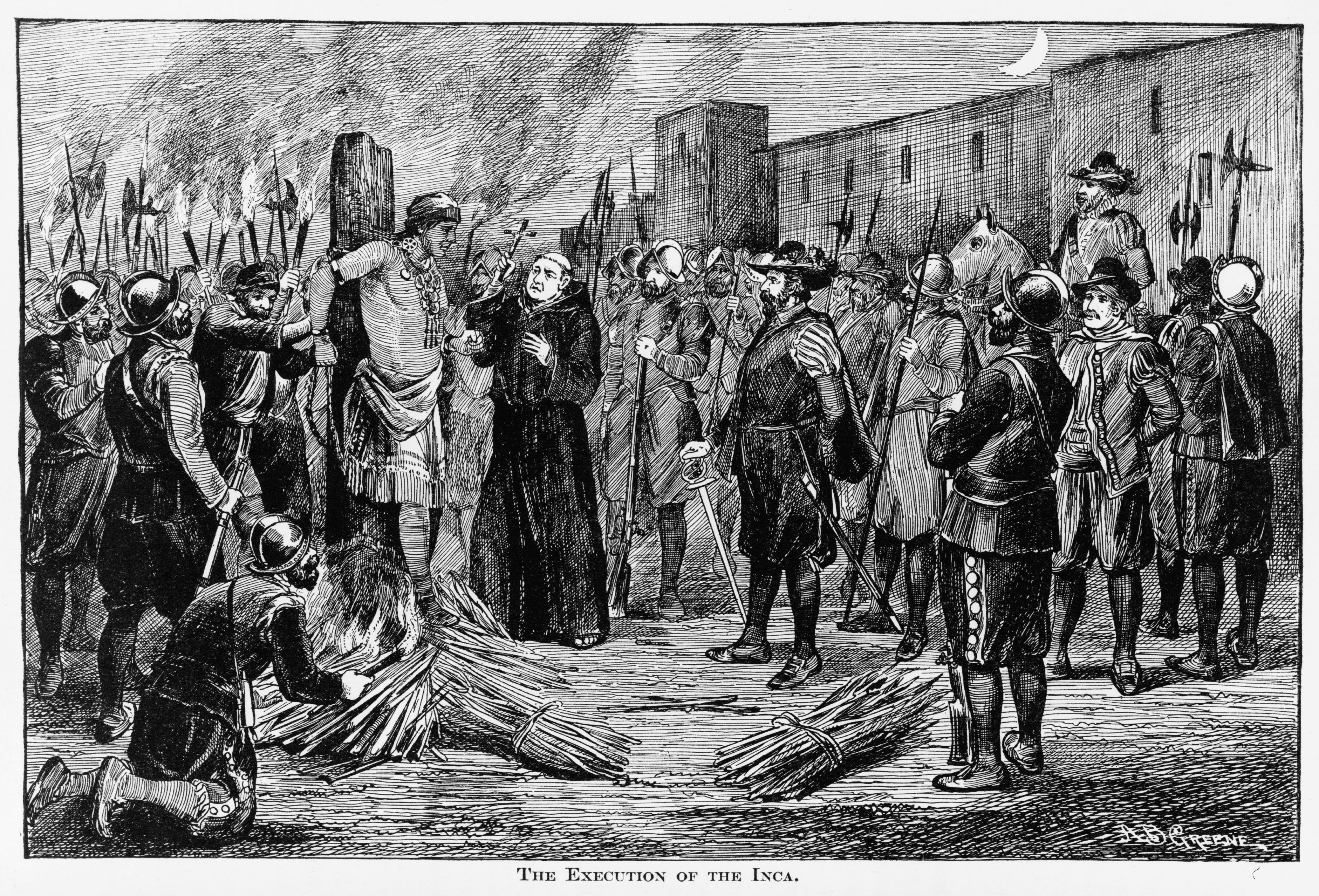
Spanjaarden brengen Atahualpa bijna ter dood op de brandstapel

Op 16 november 1532 ontmoetten Pizarro en Atahualpa elkaar in de stad Cajamarca. Pizarro nam Atahualpa gevangen en deze probeerde zich vrij te kopen door een grote schat aan goud, zilver en edelstenen aan te bieden. Via geheime contacten met de buitenwereld gaf hij echter de opdracht aan hem trouw gebleven soldaten om zijn halfbroer uit de weg te laten ruimen, wat ook geschiedde, en hij poogde ook hen te bewegen om hem te komen bevrijden. De Spanjaarden gingen op zijn verzoek tot vrijlating niet in en kwamen erachter dat hij in het geheim een moordopdracht had gegeven en tegen hen samenspande. Er werd een formeel proces gehouden en Atahualpa werd ter dood veroordeeld op beschuldiging van de moord op zijn halfbroer en het verzet tegen de Spanjaarden. In het voorjaar van 1533 zou hij op de brandstapel ter dood worden gebracht, maar dit is op het laatste moment omgezet in de dood aan de wurgpaal. Voorwaarde hiervoor was dat hij zich zou bekeren tot het christendom, hetgeen hij ook deed.
Hurin-dynastie: Manco Cápac · Sinchi Roca · Lloque Yupanqui · Mayta Cápac · Cápac Yupanqui

Hanan-dynastie: Inca Roca · Yáhuar Huácac · Viracocha Inca · Pachacuti · Túpac Inca Yupanqui · Huayna Capac · Huáscar · Atahualpa · Túpac Huallpa

Heersers in Vilcabamba: Manco Inca Yupanqui · Sayri Túpac · Titu Cusi Yupanqui · Túpac Amaru
- Biblioteca Nacional de Chile: 000068102
- Biblioteca Nacional de España: XX1043054
- Bibliothèque nationale de France: cb12400215q (data)
- Catàleg d'autoritats de noms i títols de Catalunya: 981058618352606706
- Gemeinsame Normdatei: 119192926
- International Standard Name Identifier: 0000 0000 7822 4064
- KulturNav: 51371151-dfc6-4590-bfe9-15fdfac74534
- Library of Congress Control Number: n82000776
- Nationale Bibliotheek van Tsjechië: xx0009215
- Nationale Bibliotheek van Israël: 987007257908105171
- Nederlandse Thesaurus van Auteursnamen: 119778211
- SNAC: w6q55smj
- Système universitaire de documentation: 03310154X
- Union List of Artist Names: 500404131
- Virtual International Authority File: 67270435
- WorldCat: E39PBJdcwJmJKP4KPRYvXBkCcP